# Dunham (Quebec)
Dunham é uma cidade localizada na província de Quebec no Canadá.